# Ernst van der Lawick

Wapen van der Lawick

Ernst van der Lawick of Ernst van Lawick (voor 1550 - 1623) was kapitein, hopman, lid van de ridderschap van de Veluwe en kortstondig drost van de heerlijkheid Bredevoort.

## Geschiedenis
Hij trouwde met Elisabeth Knoppert en kregen samen vijf kinderen: Jelle, Johan, Thomas, Hessel en Margriet. Ernst ligt begraven in Wageningen. Hij stierf op 16 september 1623.